# 卡塔里娜·马卡里奥
卡塔莉娜·坎塔涅迪·梅隆尼歐·瑪卡里歐（葡萄牙語：Catarina Cantanhede Melônio Macário，1999年10月4日—），通稱卡塔莉娜·瑪卡里歐（Catarina Macário），是巴西出生的美国女子足球运动员。她曾代表美国国家队参加2020年夏季奥林匹克运动会女子足球比赛，获得一枚铜牌。